# Zhuzhen (köpinghuvudort i Kina, Jiangsu Sheng, lat 32,52, long 118,68)
Zhuzhen (kinesiska: 竹镇, 竹镇镇) är en köpinghuvudort i Kina. Den ligger i provinsen Jiangsu, i den östra delen av landet, omkring 51 kilometer norr om provinshuvudstaden Nanjing. Antalet invånare är 56 638. Befolkningen består av 28 495 kvinnor och 28 143 män. Barn under 15 år utgör 10,0 %, vuxna 15-64 år 77 %, och äldre över 65 år 11,0 %.
Runt Zhuzhen är det tätbefolkat, med 476 invånare per kvadratkilometer. Närmaste större samhälle är Banta, 19,8 km norr om Zhuzhen. Trakten runt Zhuzhen består till största delen av jordbruksmark.
Genomsnittlig årsnederbörd är 1 291 millimeter. Den regnigaste månaden är juli, med i genomsnitt 289 mm nederbörd, och den torraste är december, med 32 mm nederbörd.